# Artàmids
Els artàmids (Artamidae) són una família d'ocells de l'ordre dels passeriformes que habiten Austràlia, la regió indo-pacífica i l'Àsia Meridional. Antany es considerava una família amb un únic gènere (Artamus) però es va ampliar per incloure totes les espècies de l'antiga família dels cractícids, si bé alguns autors encara tracten els dos grups com famílies separades.

## Taxonomia
Aquesta família es classifica en 6 gèneres amb 24 espècies:
- Gènere Artamus, amb 11 espècies.
- Gènere Peltops, amb dues espècies.
- Gènere Melloria, amb una espècie: carnisser negre (Melloria quoyi).
- Gènere Gymnorhina, amb una espècie: carnisser flautista (Gymnorhina tibicen).
- Gènere Cracticus, amb 6 espècies.
- Gènere Strepera, amb tres espècies.